# Агата (Нижнее)
Агата (Нижнее) или Ага́та Ни́жнее — проточное озеро за Полярным кругом в России, располагается на территории Эвенкийского района Красноярского края. Относится к бассейну реки Нижняя Тунгуска. С площадью водной поверхности в 127 км², Агата Нижнее занимает 16-е место среди озёр Красноярского края и 92-е место среди озёр России.
Название озера происходит от эвенкийского слова агат в значении «костяная или деревянная спица для ловли рыбы».
Озеро находится на высоте 209 м над уровнем моря в глубокой ледниково-тектонической котловине в юго-западных отрогах плато Путорана. Озеро вытянуто в направлении юго-запад — северо-восток, длиной 56 км и шириной в 3,5 км. Площадь водосборного бассейна озера — 1840 км². На юго-западе сообщается с озером Агата (Верхнее) через протоку Чинико.
Богато рыбой, водятся: налим, кунджа, голец арктический, хариус, пыжьян, валёк, щука, окунь, язь, плотва.
Населённых пунктов в районе озера нет. Несколько человек постоянно проживает на метеостанции «Агата», находящейся юго-восточнее возле озера Някшингда. Озеро посещается только немногочисленными туристами.
Код объекта в государственном водном реестре — 17010700411116100002601.